# Campanula eugeniae
Campanula eugeniae là loài thực vật có hoa trong họ Hoa chuông. Loài này được Fed. mô tả khoa học đầu tiên năm 1957.